# Baptiste Mischler
Baptiste Mischler (* 23. November 1997 in Haguenau) ist ein französischer Leichtathlet, der sich auf die Mittelstreckenläufe spezialisiert hat.

## Sportliche Laufbahn und Leben
Baptiste Mischler stammt aus Hagenau. Seine Eltern waren in ihrer Jugend ebenfalls in der Leichtathletik aktiv. Er fing als Fünfjähriger, zusammen mit seiner älteren Schwester, in Brumath mit der Leichtathletik an.
Seit 2013 tritt Mischler in Mittelstreckenwettkämpfen auf nationaler Ebene an. Im Sommer nahm er am Europäischen Olympischen Jugendfestival in Utrecht teil und war dabei über die 1500-Meter-Distanz in 3:57,38 min siegreich. 2014 qualifizierte er sich bei einem Ausscheidungswettkampf in Baku für die Olympischen Jugendspiele in Nanjing, bei denen er über 1500 Meter den sechsten Platz belegte. 2015 startete er als Siebzehnjähriger bei den U20-Europameisterschaften im schwedischen Eskilstuna an, bei denen er in 3:49,88 min die Silbermedaille gewann. Anschließend legte er an der Heinrich-Nesse-Schule in Hagenau sein Baccalauréat ab und nahm anschließend ein Studium der Topografie am Institut national des sciences appliquées de Strasbourg auf.
2016 belegte er bei den U20-Weltmeisterschaften in Bydgoszcz den vierten Platz über 1500 Meter. Ein Jahr später wurde er an gleicher Stätte Fünfter über dieselbe Distanz bei den U23-Europameisterschaften. Im August 2017 ging er bei der Universiade in Taipeh über die 800 Meter an den Start, bei denen er als Dritter knapp im Halbfinale scheiterte und insgesamt den 12. Platz belegte. 2018 ging Mischler bei den Europameisterschaften in Berlin erstmals bei den Erwachsenen in einem internationalen Meisterschaftsrennen an den Start. Mit 3:50,96 min scheiterte er im Vorlauf und belegte den 27. Platz über die 1500 Meter. Zwei Monate zuvor stellte er bereits eine persönliche Bestzeit auf, die mehr als zehn Sekunden besser war, als seine Vorlaufzeit von Berlin. Im Juli 2019 trat er letztmals bei den U23-Europameisterschaften an. In Gävle belegte er über 1500 Meter den vierten Platz.
2021 verbesserte Mischler Anfang Juli seine Bestleistung über 1500 Meter auf 3:32,42 min und qualifizierte sich damit zum ersten Mal für die Olympischen Sommerspiele. In Tokio lief er im Vorlauf Anfang August 3:37,53 min und scheiterte damit äußerst knapp am Einzug in das Halbfinale. 2022 trat er bei den Europameisterschaften in München an, verpasste allerdings knapp den Einzug in das Finale.

## Wichtige Wettbewerbe
| Jahr                   | Veranstaltung                           | Ort                    | Platz                  | Disziplin              | Zeit                   |
| Startet für Frankreich | Startet für Frankreich                  | Startet für Frankreich | Startet für Frankreich | Startet für Frankreich | Startet für Frankreich |
| ---------------------- | --------------------------------------- | ---------------------- | ---------------------- | ---------------------- | ---------------------- |
| 2013                   | Europäisches Olympisches Jugendfestival | Utrecht                | 1.                     | 1500 m                 | 3:57,38 min            |
| 2014                   | Olympische Jugendspiele                 | Nanjing                | 6.                     | 1500 m                 | 3:47,22 min            |
| 2015                   | U20-Europameisterschaften               | Eskilstuna             | 2.                     | 1500 m                 | 3:49,88 min            |
| 2016                   | U20-Weltmeisterschaften                 | Bydgoszcz              | 4.                     | 1500 m                 | 3:49,52 min            |
| 2017                   | U23-Europameisterschaften               | Bydgoszcz              | 5.                     | 1500 m                 | 3:49,76 min            |
| 2017                   | Universiade                             | Taipeh                 | 12.                    | 800 m                  | 1:49,07 min            |
| 2018                   | Europameisterschaften                   | Berlin                 | 27.                    | 1500 m                 | 3:50,96 min            |
| 2019                   | U23-Europameisterschaften               | Gävle                  | 4.                     | 1500 m                 | 3:50,97 min            |
| 2021                   | Olympische Sommerspiele                 | Tokio                  | 27.                    | 1500 m                 | 3:37,53 min            |
| 2022                   | Europameisterschaften                   | München                | 14.                    | 1500 m                 | 3:39,58 min            |

## Persönliche Bestleistungen
Freiluft
- 800 m: 1:45,37 min, 16. Juni 2021, Straßburg
- 1000 m: 2:17,24 min, 12. Mai 2021, Nerja
- 1500 m: 3:32,42 min, 9. Juli 2021, Monaco
- 3000 m: 8:10,36 min, 26. September 2020, Straßburg

Straße
- 10 km: 29:16 min, 26. November 2023, Nancy

Halle
- 800 m: 1:46,51 min, 29. Januar 2021, Karlsruhe
- 1500 m: 3:38,85 min, 14. Februar 2021, Val-de-Reuil